# Pseudostellaria tibetica
Pseudostellaria tibetica là loài thực vật có hoa thuộc họ Cẩm chướng. Loài này được Ohwi miêu tả khoa học đầu tiên năm 1937.